# Château d'Orenge
Le Château d'Orenge ou encore Château d'Orange est un château français situé à Saint-Jean-sur-Mayenne, dans le département de la Mayenne et la région des Pays de la Loire. Il est situé à 3 kilomètres au Nord du bourg.

## Désignation
- Feodum de Orenge, 1289 (Cartulaire de Vitré, f. 48).
- G. d'Orenge, 1294 (Cartulaire de l'Abbaye de Fontaine-Daniel, p. 257).
- Decima de Orengia, 1403 (Archives nationales, X/1a. 50, f. 112).
- La Mote d'Orenge, 1444 (Aveu de Laval).
- Le fief d'Orenge, 1528 (Lib. fund., t. IV, p. 207).
- Orange, manoir (Hubert Jaillot).
- Orange, ferme (?) (Carte de Cassini).

## Histoire

### Féodalité
Il s'agissait d'un fief et seigneurie compris dans les fiefs dits d'Entrammes, et mouvant de Laval, à charge pour le seigneur de huit jours de garde « suffisamment appareillé en chevaux et en armes au petit chastel de Laval, quand le cas y eschet et par temps de guerre. » . Quelques silex taillés et une hache en pierre déposée au Musée de Laval ont été trouvés à Orenge.
Les fiefs d'Entrammes s'étendaient en Saint-Germain-le-Fouilloux, Saint-Jean-sur-Mayenne, Montflours, et autres paroisses, et qui dépendaient primitivement de la châtellenie d'Entrammes, à laquelle des tailles étaient dues à la mi-août par les fiefs de Fouilloux, de Maritourne (Argentré), d'Orenge, de la Marche, de la Ragottière et de Beauvais. Guy XII de Laval acheta les fiefs d'Entrammes, et non la terre et châtellenie d'Entrammes, en 1408, de Jeanne de Mathefelon, avec les châtellenies de Saint-Ouen et de Juvigné. Guy XII de Laval acquiert le domaine du Saint-Ouën-des-Toits en 1408.

### Châtelier
Les deux collines entre lesquelles la Mayenne s'est creusée son lit, au fond d'une brèche étroite, portent sur la Carte d'État-Major les mentions : (rive droite, Orenge) camp anglais, (rive gauche) camp français. Dans l'enclos d'Orenge, au sommet d'une falaise à pic qui domine de 60 mètres la rive de la Mayenne, les fossés de la double enceinte demi-circulaire d'un châtelier sont parfaitement conservés.
La famille d'Orenge, connue au moins dès le XIIe siècle, l'aura construit au centre du territoire dont elle reçut l'inféodation,.

### Le Château
L'Abbé Angot s'interroge sur ce qu'était le manoir signalé par Hubert Jaillot et dont il ne subsisterait plus en tous cas qu'un petit bâtiment de servitudes ? Peu de chose, sans doute pour lui, car la Carte de Cassini n'en fait pas mention.
Un château est construit au XIXe siècle. Il est décrit par l'Abbé Angot à la fin du XIXe siècle comme abrité au nord par la crête rocheuse de l'ancien châtelier, dominé par une chapelle qui se détache en blanc sur la sombre verdure des sapins, éclairé largement du levant jusqu'au plein midi, flanqué de tours aux angles de la façade qui regarde l'aval de la rivière, orné de tourelles en encorbellement à l'ouest.
A la fin du XIXe siècle, le château est entouré d'un parc muré, d'une cinquantaine d'hectares de prairies, de cultures, de bois et de rochers. Un bélier hydraulique s'aménageait alors qui, par un effort puissant, allait faire monter l'eau de l'écluse de l'Ame jusqu'au niveau des combles du château.

### La famille
La famille d'Orenge est une famille d'antique noblesse qui posséda le Château de la Feuillée dès le XIIe siècle au moins et la Motte d'Orenge. Elle est distincte, selon l'Abbé Angot, de la famille du même nom qu'on trouve au Perray de Montreuil, laquelle se rattache aux d'Orenge de Bretagne, comme l'indiquent ses alliances,.

## Seigneurs
De tous temps les seigneurs d'Orenge furent les mêmes que ceux de la Feuillée.

### Sources et bibliographie
- « Château d'Orenge », dans Alphonse-Victor Angot et Ferdinand Gaugain, Dictionnaire historique, topographique et biographique de la Mayenne, Laval, A. Goupil, 1900-1910 [détail des éditions] (BNF 34106789, présentation en ligne) 
  - Archives nationales, P. 345.
  - E. Moreau, Carte préhistorique, p. 16.
  - Adelstan de Beauchêne, notes manuscrites.
  - Titres de la fabrique de La Bigottière.
- Adelstan de Beauchêne, Le Bois-Thibault : Étude Historique & Archéologique, Laval, – Imprimerie-Librairie Ve A. Goupil, 1912 (lire en ligne). .